# The Lost Art of Keeping a Secret
«The Lost Art of Keeping a Secret» (traducido al español: «El arte perdido de guardar un secreto») es el primer sencillo del segundo álbum de Queens of the Stone Age, Rated R. Fue lanzado en el verano del año 2000 por Interscope Records; en Europa como un sencillo estándar, mientras que en Estados Unidos como un sencillo promocional. La pista se transformó en la canción más reconocible del grupo en el momento de su lanzamiento.
El video musical de la canción fue dirigido por John Pirozzi y tuvo una leve rotación por los canales musicales. También fue el único sencillo de Rated R que consiguió posicionarse en las listas, al colocarse en la posición 21 en los Mainstream Rock Tracks, en la 36 en los Alternative Songs y la 31 en los UK Singles Chart.

## Posicionamiento en las listas
| País           | Lista                  | Mejor posición |
| -------------- | ---------------------- | -------------- |
| Estados Unidos | Modern Rock Tracks     | 36             |
| Estados Unidos | Mainstream Rock Tracks | 21             |
| Reino Unido    | UK Singles Chart       | 31             |

## Aparición en bandas sonoras
La canción ha sido utilizada en programas de televisión como Nash Bridges, Entourage, Nip/Tuck y Numb3rs. También se puede oír en el tráiler para la película Soul Survivors y aparece en Smokin' Aces 2: Assassins' Ball; y en los videojuegos Tony Hawk: Ride, Gran Turismo 5 y Driver: San Francisco.